# Incipit
Incipitⓘ (łac. zaczyna się, od incipere – zaczynać) – określenie na formułkę umieszczaną często na początku średniowiecznych rękopisów, która zawierała imię autora i tytuł dzieła. Często formułka ta zaczynała się właśnie od samego słowa incipit (skąd jej nazwa). Podobne formułki umieszczano także na początkach poszczególnych części dzieła, takich jak księga czy rozdział. Formułki te mogły też wyróżniać się z tekstu barwą lub formą graficzną.
Pojęcia incipit używa się również w pokrewnym znaczeniu (inna nazwa to initium), w odniesieniu do początkowych wyrazów lub całego pierwszego zdania tekstu samego utworu.
Incipit i initium, podobnie jak explicit i conclusia (używane wobec końca tekstu), należą do elementów określania (np. identyfikowania, katalogowania) starych dzieł lub dokumentów, jeśli nie były opatrzone ani autorem, ani tytułem, ani żadnymi innymi cechami metrykalnymi. Tak samo pojęcie to stosuje się w odniesieniu do ocalałych fragmentów piśmienniczych. Wykorzystywane jest również do określania zabytków piśmienniczych, które podczas przepisywania zachowywały tę samą zawartość tekstu, ale u różnych przepisywaczy były opatrywane odmiennymi dodatkowymi wpisami na początku, a w szczególności mylnymi lub przekręconymi tytułami.
Incipit to także pierwsze słowa tekstu lub jego fragmentu – przytaczane, gdy utwór nie ma tytułu lub gdy kilka utworów nosi ten sam tytuł.